# Ralph Schock

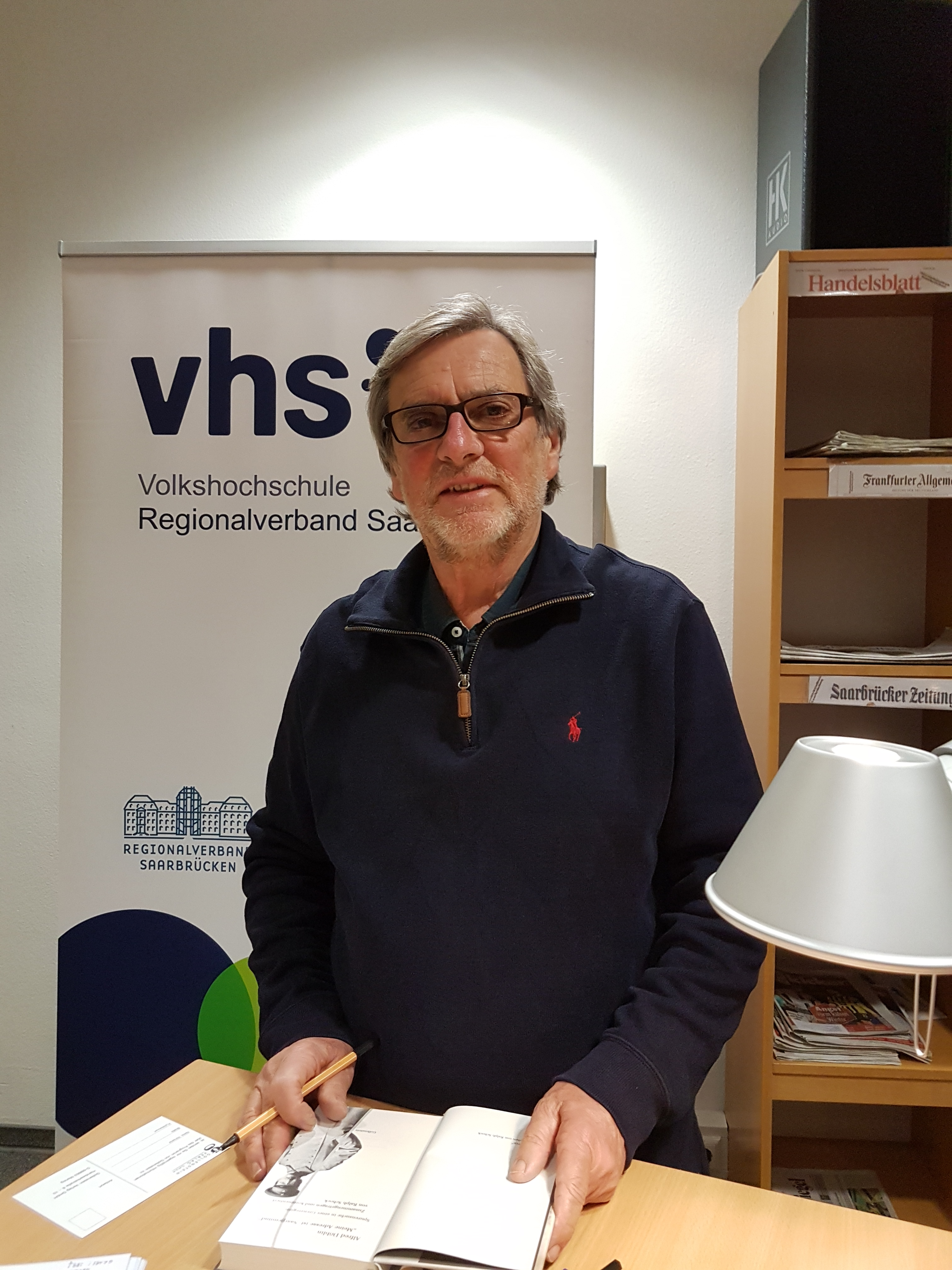
Ralph Schock

Ralph Schock (* 13. Februar 1952 in Ottweiler) ist ein deutscher Schriftsteller, Herausgeber und Literaturredakteur. Er lebt und arbeitet in Saarbrücken.

## Leben
Ralph Schock legte am Gymnasium Wendalinum in St. Wendel sein Abitur ab. Danach studierte er Germanistik und Philosophie an der Universität des Saarlandes, u. a. bei Gerhard Schmidt-Henkel. Das Studium wurde von 1973 bis 1974 unterbrochen durch die Ableistung des Wehrersatzdienstes. Von 1977 bis 1984 war Schock Wissenschaftlicher Mitarbeiter an der Universität des Saarlandes. 1984 wurde er mit einer Dissertation über Gustav Regler promoviert.
Seit 1987 ist Schock als Literaturredakteur beim Saarländischen Rundfunk tätig, seit 1998 Leiter der Literaturredaktion und als solcher Nachfolger von Arnfrid Astel. Zahlreiche Gesprächssendungen mit Autoren bzw. zu literarischen Themen; er setzt die von Astel begonnene Serie „Literatur im Gespräch“ fort.
Ein Schwerpunkt seiner Herausgebertätigkeit liegt in der Geschichte des Saarlandes seit dem Ersten Weltkrieg. Schock ist 
Herausgeber der Buchreihe „Spuren“ mit Veröffentlichungen u. a. von François-Régis Bastide, Alfred Döblin, Ilya Ehrenburg, Hermann Hesse. Initiator und Herausgeber der Buchreihe „Abiturreden“ (seit 1999). Reden u. a. von Herta Müller, Guntram Vesper, Dieter Wellershoff, Juli Zeh, Sibylle Lewitscharoff. Mitherausgeber der Gustav-Regler-Werkausgabe. 
Nach der Pensionierung veröffentlichte Ralph Schock 2017 sein erstes belletristisches Werk Kaffeeschmuggler und Steckdosenmäuse. Eine Kindheit in den 50ern.

## Mitgliedschaften
- Seit 1978: Verband deutscher Schriftsteller
- Seit 2010: PEN-Zentrum Deutschland

## Jurortätigkeit
Juror für folgende Preise:
- Kunstpreis des Saarlandes
- Open Mike (Berlin)
- Gustav-Regler-Preis
- Hans-Bernhard-Schiff-Literaturpreis
- Eugen-Helmlé-Übersetzerpreis

## Werke (Auswahl)
- Gustav Regler. Literatur und Politik (1933-1940). (= Saarbrücker Beiträge zur Literaturwissenschaft, Band 10). R. G. Fischer Verlag, Frankfurt 1984.
- Kaffeeschmuggler und Steckdosenmäuse. Eine Kindheit in den 1950ern. Verbrecher Verlag, Berlin 2017, ISBN 978-3-95732-278-4.
- Herausgeber mit Reiner Buhl: Zehn Jahre Eugen-Helmlé-Übersetzer-Preis. Verlag Saarländischer Rundfunk. Autor der Porträts und Auswahl der Tracks von David Lemm. 418.02079 in der DDC
- Interne Ermittlungen, Verbrecher-Verlag, Berlin 2024, ISBN 978-3-95732-596-9.

## Herausgeber (Auswahl)
- Hermann Hesse: „Autorenabend in Saarbrücken“ Verlauf und Folgen der Lesung vom 22. April 1912. Eine Dokumentation; mit unveröffentlichten Materialien und einem Nachwort. Reihe Spuren, Gollenstein Verlag, Blieskastel 2000, ISBN 3-933389-17-8.
- Seit ein Gespräch wir sind – Ein Buch über Arnfrid Astel, hg. zus. mit Michael Buselmeier, Gollenstein Verlag, Blieskastel 2003, ISBN 3-935731-53-1
- Hier spricht die Saar, Ein Land wird interviewt, Drei Reportagen von Philippe Soupault, Theodor Balk und Ilya Ehrenburg. Mit Abb. von Robert Capa. (Reihe Spuren), Gollenstein Verlag, Blieskastel 2005, ISBN 3-935731-76-0.
- François-Régis Bastide: „Wandererfantasie“ (Roman), Aus dem Französischen von Eugen Helmlé und Alfred Diwersy, Reihe Spuren, Gollenstein Verlag, Blieskastel 2006, ISBN 978-3-938823-10-1.
- Joseph Roth: Briefe aus Deutschland (Reihe Spuren), Gollenstein-Verlag, Merzig, 2008³, ISBN 978-3-938823-23-1
- Alfred Döblin: „Meine Adresse ist Saargemünd“. Spurensuche in einer Grenzregion, zusammengetragen und kommentiert von Ralph Schock, Reihe Spuren, Gollenstein-Verlag, Merzig 2010, ISBN 978-3-938823-55-2.
- Giwi Margwelaschwili: Das Lese-Liebeseheglück (Reihe Spuren), Gollenstein-Verlag, Merzig 2012, ISBN 978-3-938823-85-9
- Gustav Regler Werke, Bd. 13.1, Briefe I: 1915–1940, hg. mit Günter Scholdt, Verlag Stroemfeld/Roter Stern, Frankfurt a. M./Basel 2013, ISBN 978-3-87877-448-8.
- Sound der Zeit – Geräusche, Töne, Stimmen. 1889 bis heute. Wallstein Verlag, Göttingen 2014, ISBN 978-3-8353-1568-6, zus. mit Gerhard Paul
- «Cher Georges» - «Cher Eugen». Die Korrespondenz zwischen Eugen Helmlé und Georges Perec (1966 - 1982). Reihe Spuren. Conte-Verlag, St. Ingbert 2015, ISBN 978-3-95602-033-9.
- Reden an die Abiturienten 1999 - 2015, Conte-Verlag, St. Ingbert 2016, ISBN 978-3-95602-075-9.
- Nichts soll sich ändern – Festschrift zum 80. Geburtstag von Michael Buselmeier, hg. mit Michael Braun, Wunderhorn Verlag, Heidelberg 2018, ISBN 978-3-88423-595-9
- Joseph Roth: Die Rebellion. Wallstein Verlag, Göttingen 2020², ISBN 978-3-8353-3690-2
- Also heraus und weit weg! Expressionismus – Eine Epoche und die Saarregion – Lese- und Bilderbuch, (Reihe Spuren), Conte-Verlag, St. Ingbert 2020, ISBN 978-3-9560-2208-1
- Nach Kolchis. Faszination Georgien – Reiseimpressionen, Verbrecher Verlag, Berlin 2021, ISBN 978-3-95732-399-6.
- Edith Aron: Auf Wegen und Pfaden – Ein Lesebuch (Reihe Spuren), Conte-Verlag, St. Ingbert 2023, ISBN 978-3-95602-264-7
- Georg K. Glaser: Die Geschichte des Weh, Werke Bd. 4, ça ira-Verlag, Freiburg/Wien 2023, ISBN 978-3-86259-186-2